# ستلایت بیچ (فلوریدا)
ستلایت بیچ (به انگلیسی: Satellite Beach) شهری در شهرستان بریوارد ایالت فلوریدا است که در سال ۱۹۵۷ بنیان‌گذاری شده‌است. این شهر طبق سرشماری سال ۲۰۱۰ میلادی، ۱۰٬۱۰۹ نفر جمعیت داشته و مساحت آن نیز ۸٫۸ کیلومتر مربع است.